# فرانز دي باولا آدم فون والدستن
فرانز دي باولا آدم فون والدستن (بالألمانية: Franz Adam von Waldstein)‏ (و. 1759 – 1823 م) هو مستكشف، وعالم نبات، وجندي من النمسا . ولد في فيينا .